# Max Haushofer
Maximilian Joseph Haushofer (Castello di Nymphenburg, 12 settembre 1811 – Starnberg, 24 agosto 1866) è stato un pittore tedesco.

## Biografia
Nacque nel castello di Nymphenburg, figlio di un tutore del re Massimiliano I. In un primo momento, per volontà del padre, studiò legge, ma ben presto si rivolse alla pittura.
Nel 1828 si trasferisce, insieme agli amici, presso le rive del lago Chiemsee, dove iniziò a disegnare pittura paesaggistica. Sempre a Chiemsee si innamorò di Anna Dumbser, figlia del titolare del Hotel Inselwirt sull'isola di Fraueninsel.
La chiusura della scuola di arte a Chiemsee lo costringono a trasferirsi presso l'Accademia delle belle arti di Monaco di Baviera dal quale aveva come insegnanti Joseph Anton Sedlmayr (1797-1863) e Carl Friedrich Heinzmann (1795-1846). Nel 1832 si trasferì a Königssee, e nel 1835, presso lago di Starnberg. Negli anni 1836 e 1837 fece un viaggio in Italia per espandere i suoi orizzonti artistici.
Le sue opere artistiche furono mostrate per la prima volta al pubblico nel 1833 presso il Munich Art Society, e nel 1843 ebbe la sua prima mostra a Praga.
Il professore di pittura storica Christian Ruben, che era sposato con la sorella di Anna Dumbser, ottenne da suo suocero una posizione come professore tra il 1845 al 1866, che insegnò ai suoi studenti pittura contemporanea, soffermandosi soprattutto sulla pittura paesaggistica.
Nel 1849 chiese un posto presso il Munich Art Academy. Pochi mesi prima della sua morte tornò a Starnberg nella sua nativa Baviera.